# Lorenzo Vismara
Lorenzo Vismara (* 10. August 1975 in Saronno bei Varese) ist ein italienischer Schwimmer. Seine Spezialstrecken sind die kurzen Freistilstrecken, deswegen ist er oft für Italien in den Staffeln im Einsatz. Vismara wohnt in Garbagnate Milanese bei Mailand.

## Erfolge
Staffelerfolge
- Dritter bei den Europameisterschaften 2002 über 4 × 100 Meter Freistil
- Europameister 2004 über 4 × 100 Meter Freistil
- Vierter der Olympischen Spiele 2004 in Athen über 4 × 100 Meter Freistil
- Europameister 2006 in Budapest über 4 × 100 Meter Freistil

Einzelerfolge
- Zweiter der Europameisterschaften 1999 über 50 Meter Freistil
- Zweifacher Militärweltmeister im Jahr 2000 (50 & 100 Meter Freistil)
- Dritter der Europameisterschaften 2000 über 50 Meter Freistil
- Vierter bei den Olympischen Spielen 2000 in Sydney über 50 Meter Freistil
- Zweiter bei den Europameisterschaften 2002 über 50 Meter Freistil
- Kurzbahneuropameister 2002 über 100 Meter Freistil, Zweiter Platz über 50 Meter Freistil
- Dritter der Europameisterschaften 2004 über 50 Meter Freistil